# 毛格林
毛格林（英語：Maugrim）是英國作家C·S·路易斯的小說《獅子·女巫·魔衣櫥》中的角色之一，牠是納尼亞的一頭狼，白女巫賈迪絲部下秘密警察隊的隊長。牠的外觀有點類似德國狼犬，但體型自然比普通狗大出了很多。
路易斯曾在小說的早期美國版本中將該角的名字改為「芬里斯烏爾夫」（Fenris Ulf，來自北歐神話中的狼）；而當小說的出版被哈珀柯林斯出版社所接管後，他們便隨即採用了路易斯的更正版本「毛格林」，自1994來沿用至今。

## 人物概述
《獅子·女巫·魔衣櫥》中，毛格林奉白女巫之命逮捕人羊吐納思，理由是對方沒有將人類的小孩露西·佩文西交給白女巫；之後佩文西家的四個小孩在吐納思家中的通告裡首次見到毛格林的名字。
當愛德蒙·佩文西試圖面見白女巫時，毛格林正看守城堡的大門，牠隨即將消息傳達給白女巫、並讓愛德蒙進入。白女巫命令毛格林用最快的速度趕到海狸夫婦家，殺死那邊所有的生物，如果他們已經離去的話，便要盡速前往亞斯藍的石桌。然而毛格林還是遲到了一步，冬雪阻礙了牠嗅聞氣味，於是牠按照指示來到石桌等待白女巫。但由於冬雪意外融化，使被迫徒步行走的白女巫不能及時到達石桌，亞斯藍的軍隊在石桌集結，毛格林試圖攻擊蘇珊·佩文西，最後死於彼得·佩文西的劍下。
在《賈思潘王子》中毛格林有被短暫提及，當彼得從凱爾帕拉瓦宮取回他的寶劍時說「這是我的寶劍『雷動』，我用它殺死那匹狼的」。

## 改編
在1988年的BBC電視劇改編中，毛格林由加拿大演員馬丁·史東飾演。牠在說話和戰鬥時皆呈現出類人狼般的生物形態，而在守衛白女巫城堡、奔跑及受重傷時則和普通的狼一樣。
2005年的迪士尼電影《納尼亞傳奇：獅子·女巫·魔衣櫥》中，毛格林由美國演員邁克爾·馬德森配音。

## 外部連結
- 互联网电影数据库上毛格林的资料（英文）